# Casa di Jacopo Pontormo
La casa di Jacopo Pontormo è un edificio di Firenze, situato in via della Colonna 29.

## Storia e descrizione
Molti artisti vivevano in questa zona, per la vicinanza con la Compagnia di San Luca e dell'Accademia delle arti del disegno nella Santissima Annunziata: nel giro di uno o due isolati si trovano ad esempio la casa di Andrea del Sarto, il palazzo di Federico Zuccari, la casa del Giambologna.
Anche la casa costruita per propria abitazione da Jacopo Carucci detto il Pontormo era situata in quest'area, e qui egli morì nel 1557. Nel proprio diario descrisse le visite di amici e colleghi, nonché la presenza di una scala in legno che poteva ritirare quando voleva restarsene isolato.
Sulla scorta delle notizie tratte dagli scritti di Giorgio Vasari e di Filippo Baldinucci (verificate con le fonti archivistiche), così Federico Fantozzi la segnalava nella sua Pianta geometrica della città di Firenze del 1843: "Iacopo di Bartolommeo da Pontormo celebre pittore, nato il 1493 in Pontedera (sic) presso Empoli, morì di anni 65 in questa casa che si era fabbricata per abitazione e studio sopra un suolo che acquistò dallo Spedale degl'Innocenti per fiorini 100 il 15 marzo 1529... Pervenne in seguito in un certo Chiazzola, e fu poscia abitata dal valente pittore fiorentino Gregorio Pagani nato il 1558 e qui morto il 1605".
Attualmente il fronte, sviluppato su quattro piani, non sembra serbare traccia di queste antiche storie, essendo stato ridisegnato probabilmente nell'Ottocento, peraltro in forme semplici.